# Ismahila Ouédraogo
Wandepanga Ismahila Ouédraogo (ur. 5 listopada 1999 w Wagadugu) – burkiński piłkarz grający na pozycji defensywnego pomocnika. Od 2023 jest zawodnikiem klubu MGS Panserraikos.

## Kariera klubowa
Swoją karierę piłkarską Ouédraogo rozpoczął w klubie KOZAF Wagadugu, w barwach którego zadebiutował w sezonie 2015/2016 w burkińskiej pierwszej lidze. W latach 2018–2021 grał w AS Douanes Wagadugu, z którym w sezonie 2020/2021 wywalczył wicemistrzostwo Burkiny Faso.
Latem 2021 Ouédraogo został piłkarzem rezerw PAOK FC. Zadebiutował w nich w Superleague Ellada 2 6 listopada 2021 w przegranym 1:2 wyjazdowym meczu z Olympiakosem II. W 2022 był z niego wypożyczony do Wolos NPS.

## Kariera reprezentacyjna
W reprezentacji Burkiny Faso Ouédraogo zadebiutował 22 września 2019 w wygranym 1:0 meczu Mistrzostw Narodów Afryki 2020 z Ghaną, rozegranym w Kumasi. W 2022 roku został powołany do kadry na Puchar Narodów Afryki 2021. Wraz z Burkiną Faso zajął 4. miejsce na tym turnieju. Na tym turnieju rozegrał cztery mecze: grupowe z Republiką Zielonego Przylądka (1:0) i z Etiopią (1:1), w 1/8 finału z Gabonem (1:1, k. 7:6) i o 3. miejsce z Kamerunem (3:3, k. 3:5).